# Andreas Timm (Fußballspieler)
Andreas Timm (* 28. September 1974 in Hamburg) ist ein deutscher Fußballspieler.

## Wirken
Er war der dienstälteste Spieler der deutschen „Fußballnationalmannschaft der Menschen mit geistiger Behinderung“ und war lange ihr Mannschaftskapitän. Vor der WM 2006 blickte er auf 70 Länderspiele zurück und spielte bei allen bisherigen Weltmeisterschaften für Menschen mit geistiger Behinderung. Im Rahmen der Deutschen Meisterschaft wurde Andreas Timm für seine Verdienste in der Nationalmannschaft durch Sportdirektor Frank-Thomas Hartleb und den Bundestrainer Jörg Dittwar geehrt.

## Leben
Andreas Timm lebt seit 1994 in Essen und ist Bewohner der „Heimstatt Engelbert Essen“, einer gemeinnützigen Einrichtung für Menschen mit geistiger Behinderung. Zunächst hat Timm in der Essener Freizeitliga bei der SG Stoppenberg 89 Fußball gespielt. Über FC Essen 85 und TBV Frillendorf führte sein Weg in die Bezirksliga zu SuS Niederbonsfeld, bevor er dann weitere zwei Jahre in der Landesliga bei den Amateuren von Rot-Weiss Essen kickte. Im Anschluss daran spielte er kurz für Eintracht Leithe und wechselte dann anschließend zum ESV Frillendorf, für die er in der Kreisliga A und B spielte. Zu Beginn der Saison 2008/09 spielte Timm für den in die Kreisliga A aufgestiegenen SV Kray-Leithe 19/65, den er nach dem Abstieg nach nur einem Jahr wieder verließ. Anschließend wechselte er wieder zurück zum ESV Frillendorf, mit dem Verein stieg er in die Kreisliga C ab und nach einem Jahr wieder auf. Seit 2014 spielt Andreas Timm für die Inklusionsmannschaft von Rot Weiss Essen.
Seit Andreas Timm innerhalb des Heimstatt Engelbert Essen wohnt, spielt er auch in der Wohnheimmannschaft beziehungsweise bei Blau-Weiß Frillendorf, dem S04-Fanclub innerhalb des Heimstatt Engelbert e.V. sowie bei den FN-Spiders, dem FUBA-NETzwerk Allstar-Team.